# Marusy
Marusy – wieś sołecka w Polsce położona w województwie mazowieckim, w powiecie ciechanowskim, w gminie Sońsk.
W latach 1975–1998 miejscowość położona była w województwie ciechanowskim.
Według "Słownika Geograficznego Królestwa Polskiego i innych krajów słowiańskich" wydanego pod redakcją Filipa Sulimerskiego - magistra nauk fizyczno-matematycznych Szkoły Głównej Warszawskiej w roku 1885 Marusy to wieś i folwark nad rzeką Soną, pow. Ciechanów, gmina i parafia Sońsk, odległość 15 km od Ciechanowa, ma 35 domostw, 379 mieszkańców, 636 morgów ziemi należącej do drobnej szlachty. W 1827 r. były tu 42 domostwa i 236 mieszkańców.
Na początku XV wieku używano już pierwszych nazw:
- 1425 r. - Marzuszewice
- 1426 r. - Marzusze
- 1434 r. - Marzuszewo

Marusy graniczą z miejscowościami Szwejki, Niesłuchy, Wola Ostaszewska i Koźniewo, a od północy z Ciemniewem przez rzekę Kolnicę, dopływ Sony. Mieszkańcy zamieszkują w około 25 gospodarstwach rolnych. Często spotykane nazwisko - Maruszewski. Jest to wieś typowo rolnicza. W strukturze zasiewów dominują zboża, ziemniaki i kukurydza. Dużą część powierzchni zajmują lasy iglaste, mieszane, pastwiska i łąki. Zamieszkują je sarny, dziki, lisy, zające, bażanty i kuropatwy oraz łoś. Liczne są stanowiska bociana białego i rzadko spotykanego bociana czarnego. Występuje ponad 30 gatunków ptaków, m.in.: czaple, żurawie, dudki, czajki i jastrzębie. Wieś posiada linię wodociągową i linię telefoniczną (internet).